# Russell Wilson

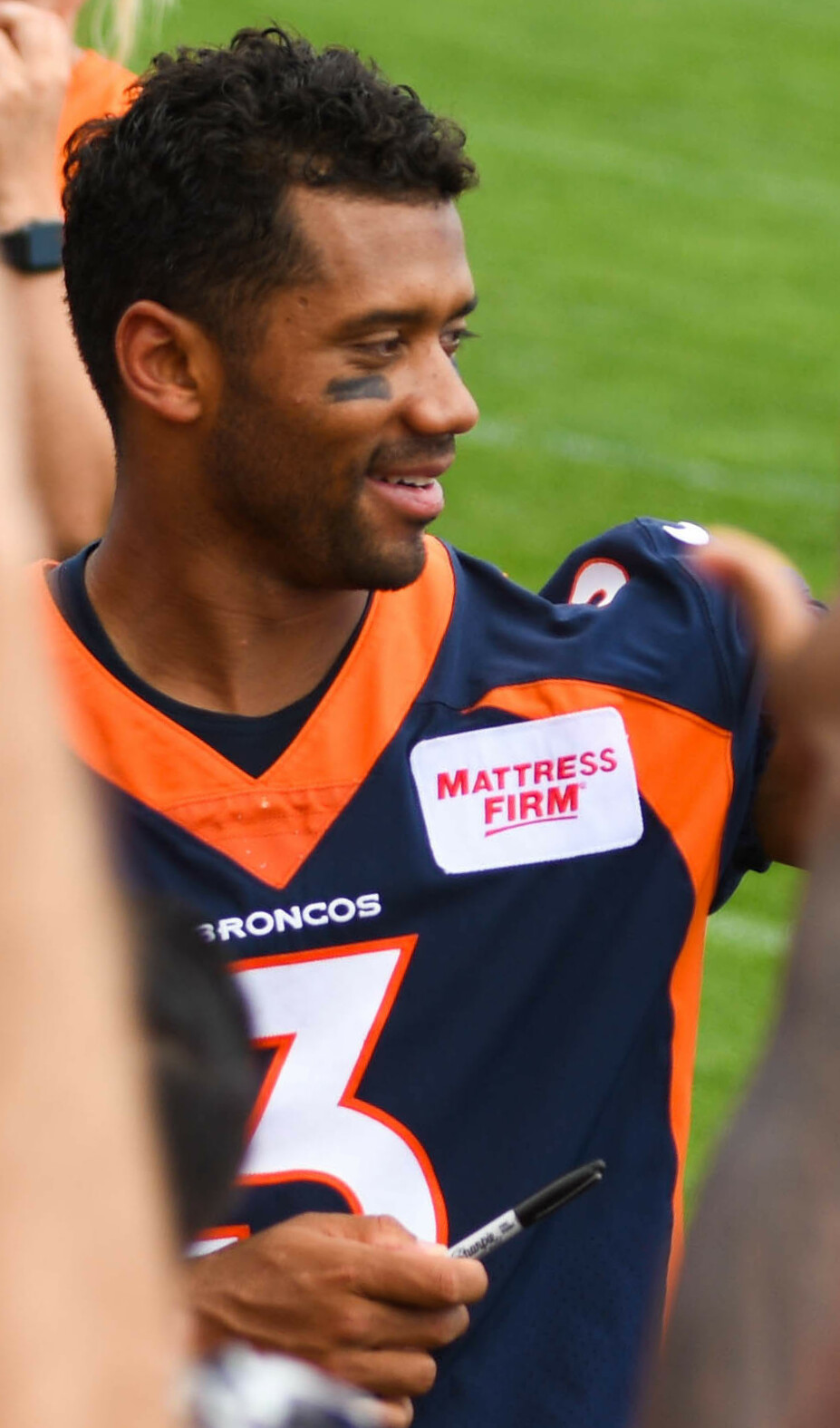
Russell Wilson, 2022.

Russell Carrington Wilson, född 29 november 1988 i Cincinnati i Ohio, är en amerikansk professionell utövare av amerikansk fotboll. Han spelar som quarterback för Pittsburgh Steelers i National Football League (NFL). Han har tidigare spelat för Seattle Seahawks och Denver Broncos.
Wilson vann, tillsammans med Seattle Seahawks, Super Bowl XLVIII (2013).
Han draftades av Seattle Seahawks i tredje rundan i 2012 års NFL-draft som 75:e spelare totalt.
Innan Wilson blev proffs studerade han först på North Carolina State University och spelade för deras idrottsförening NC State Wolfpack. Han blev senare överförd till University of Wisconsin–Madison för spel i Wisconsin Badgers.